# Tinodes adlmannsederi
Tinodes adlmannsederi là một loài Trichoptera trong họ Psychomyiidae. Chúng phân bố ở miền Cổ bắc.